# Saint-Hervé
Saint-Hervé [sɛ̃ ɛʁve] est une commune du département des Côtes-d'Armor, dans la région Bretagne, en France.

## Géographie
| Uzel        |             | L'Hermitage-Lorge |
|             | Saint-Hervé |                   |
| Saint-Thélo |             | Grâce-Uzel        |

### Hydrographie
Pour un article plus général, voir Réseau hydrographique des Côtes-d'Armor.
La commune est située dans le bassin Loire-Bretagne. Elle est drainée par le ruisseau de Malher et le ruisseau de Rozan,,.

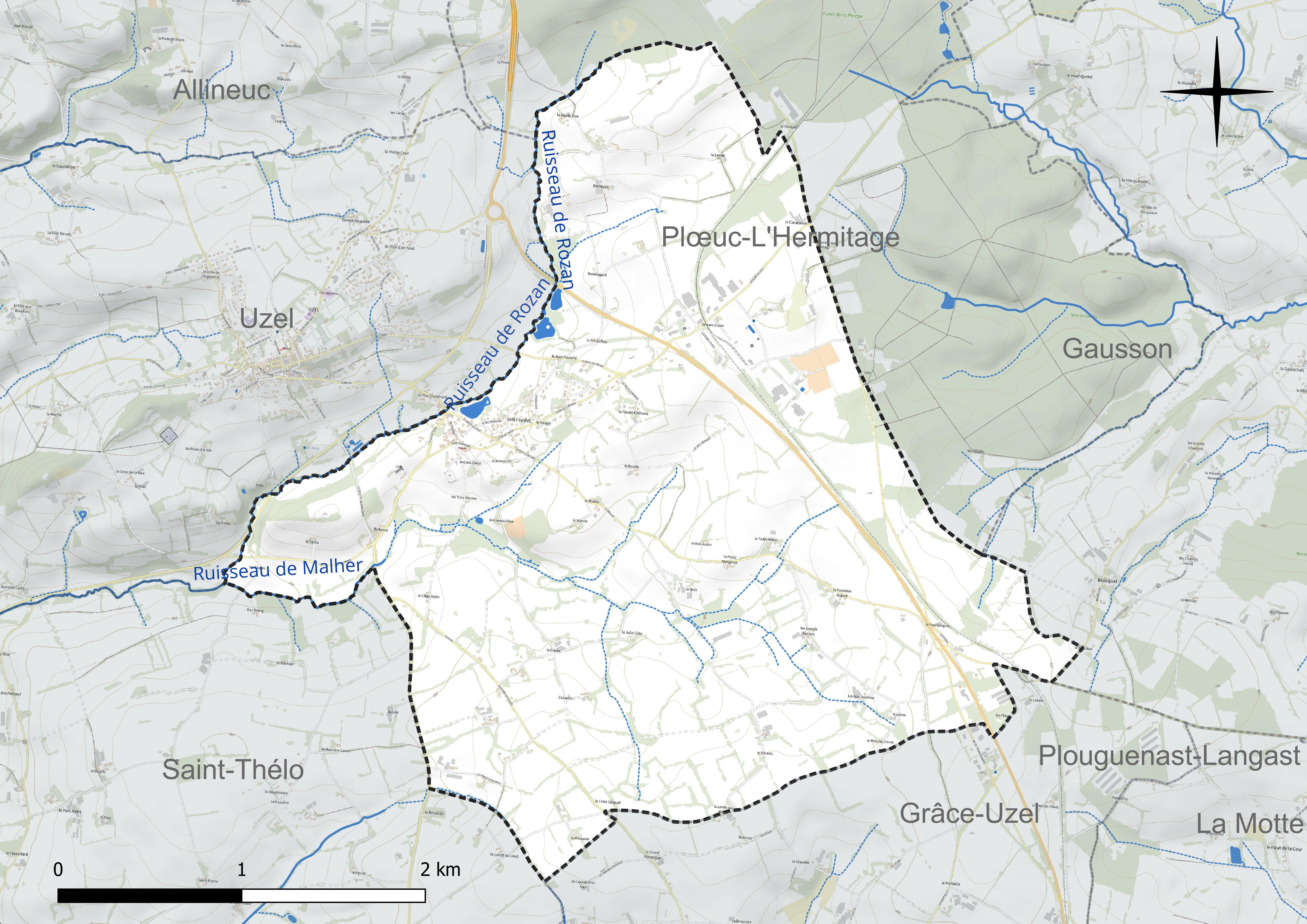
Réseau hydrographique de Saint-Hervé.

### Climat
Pour des articles plus généraux, voir Climat de la Bretagne et Climat des Côtes-d'Armor.
En 2010, le climat de la commune est de type climat océanique franc, selon une étude du CNRS s'appuyant sur une série de données couvrant la période 1971-2000. En 2020, Météo-France publie une typologie des climats de la France métropolitaine dans laquelle la commune est exposée à un climat océanique et est dans la région climatique  Finistère nord, caractérisée par une pluviométrie élevée, des températures douces en hiver (6 °C), fraîches en été et des vents forts. Parallèlement l'observatoire de l'environnement en Bretagne publie en 2020 un zonage climatique de la région Bretagne, s'appuyant sur des données de Météo-France de 2009. La commune est, selon ce zonage, dans la zone « Intérieur », exposée à un climat médian, à dominante océanique.  
Pour la période 1971-2000, la température annuelle moyenne est de 10,7 °C, avec une amplitude thermique annuelle de 11,7 °C. Le cumul annuel moyen de précipitations est de 899 mm, avec 14,2 jours de précipitations en janvier et 7,3 jours en juillet. Pour la période 1991-2020, la température moyenne annuelle observée sur la station météorologique la plus proche, située sur la commune de Plœuc-L'Hermitage à 9 km à vol d'oiseau, est de 11,1 °C et le cumul annuel moyen de précipitations est de 954,7 mm,. Pour l'avenir, les paramètres climatiques de la commune estimés pour 2050 selon différents scénarios d'émission de gaz à effet de serre sont consultables sur un site dédié publié par Météo-France en novembre 2022.

## Urbanisme

### Typologie
Au 1er janvier 2024, Saint-Hervé est catégorisée commune rurale à habitat dispersé, selon la nouvelle grille communale de densité à 7 niveaux définie par l'Insee en 2022.
Elle est située hors unité urbaine. Par ailleurs la commune fait partie de l'aire d'attraction de Loudéac, dont elle est une commune de la couronne,. Cette aire, qui regroupe 22 communes, est catégorisée dans les aires de moins de 50 000 habitants,.

### Occupation des sols
L'occupation des sols de la commune, telle qu'elle ressort de la base de données européenne d’occupation biophysique des sols Corine Land Cover (CLC), est marquée par l'importance des territoires agricoles (93,5 % en 2018), une proportion sensiblement équivalente à celle de 1990 (93,8 %). La répartition détaillée en 2018 est la suivante : 
terres arables (36,6 %), prairies (30,2 %), zones agricoles hétérogènes (26,7 %), zones industrielles ou commerciales et réseaux de communication (2,9 %), zones urbanisées (2,7 %), forêts (1 %). L'évolution de l’occupation des sols de la commune et de ses infrastructures peut être observée sur les différentes représentations cartographiques du territoire : la carte de Cassini (XVIIIe siècle), la carte d'état-major (1820-1866) et les cartes ou photos aériennes de l'IGN pour la période actuelle (1950 à aujourd'hui).

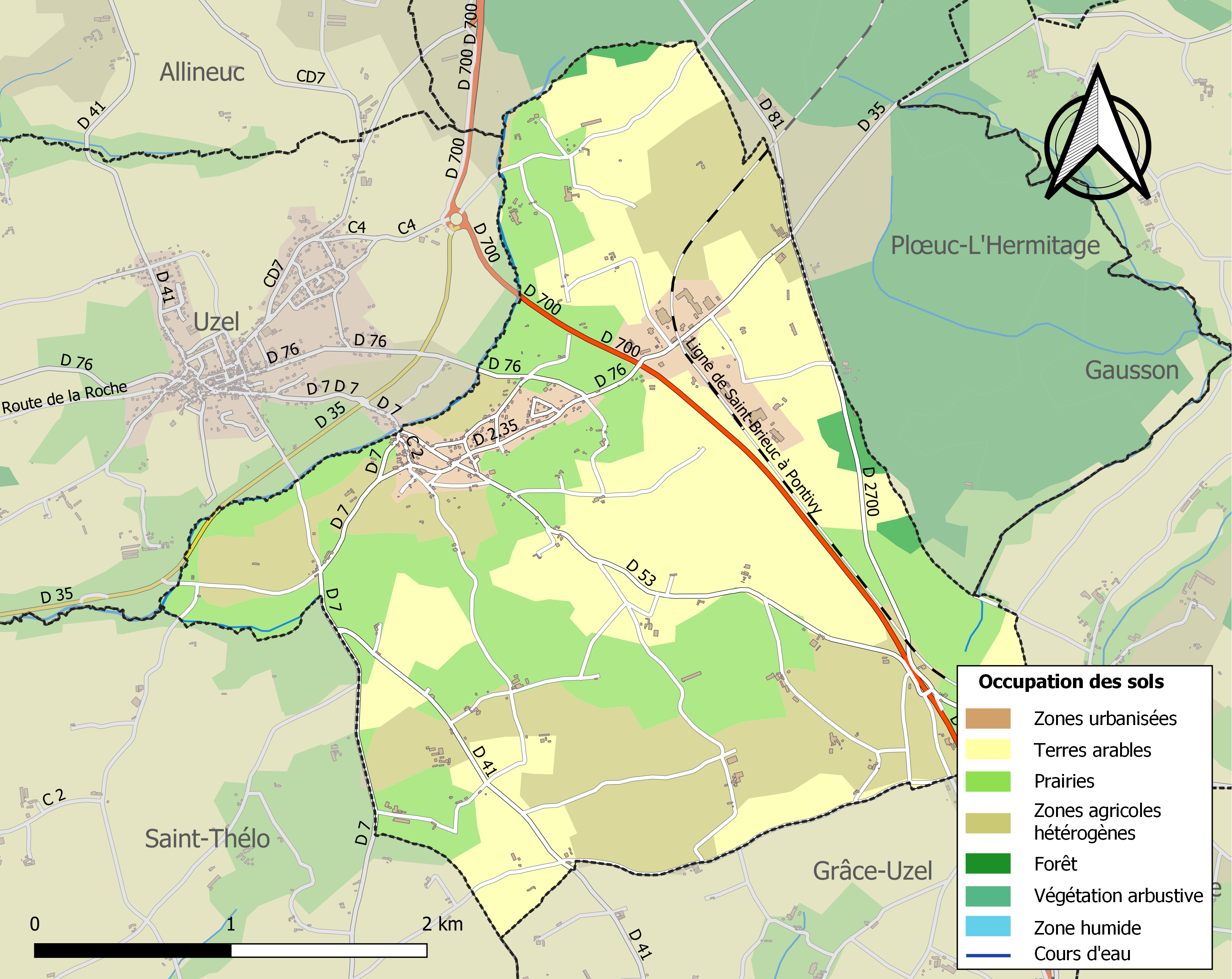
Carte des infrastructures et de l'occupation des sols de la commune en 2018 (CLC).

## Toponymie
Son nom vient de Saint Hervé.
Plusieurs toponymes portent l'une ou l'autre des variantes du nom de ce saint : Lanhouarneau dans le Finistère, Saint-M'Hervé en Ille-et-Vilaine ainsi que des quartiers, comme à Ploufragan.

## Histoire

### La Révolution française
Au cours de la Révolution française, la commune porta provisoirement le nom de Hervé-le-Loup

### LeXXesiècle

#### Les guerres duXXesiècle
Le monument aux morts porte les noms des 45 soldats morts pour la Patrie :
- 44 sont morts durant la Première Guerre mondiale ;
- 1 est mort durant la Seconde Guerre mondiale.

## Politique et administration
| Période                                  | Période     | Identité                    | Étiquette | Qualité                                                               |
| ---------------------------------------- | ----------- | --------------------------- | --------- | --------------------------------------------------------------------- |
| Les données manquantes sont à compléter. |             |                             |           |                                                                       |
| avant 1847                               | après 1869  | Ainé Legue                  |           |                                                                       |
| avant 1892                               |             | Alphonse Le Verger          |           |                                                                       |
| avant 1908                               |             | Louis Tardivel              |           |                                                                       |
| avant 1925                               |             | Mathurin Le Hellard         |           |                                                                       |
| avant 1936                               | après 1945  | Ange Mathurin Marie Le Roux |           |                                                                       |
| avant 1954                               |             | Auguste Aubin               | PCF       |                                                                       |
| avant 1964,                              | mars 1983   | Louis Helloco               |           |                                                                       |
| mars 1983                                | mars 2008   | Bernard Étienne             | UDF-PR    | Professeur Président de la CC du Pays d'Uzel-près-l'Oust (1995 →2001) |
| mars 2008                                | mars 2014   | Paul Michel                 |           | Retraité de Renault SA                                                |
| mars 2014                                | 26 mai 2020 | Nicole Le Couédic           | DVD       | Professeure des écoles retraitée Réélue pour le mandat 2020-2026      |

## Démographie
L'évolution du nombre d'habitants est connue à travers les recensements de la population effectués dans la commune depuis 1793. Pour les communes de moins de 10 000 habitants, une enquête de recensement portant sur toute la population est réalisée tous les cinq ans, les populations de référence des années intermédiaires étant quant à elles estimées par interpolation ou extrapolation. Pour la commune, le premier recensement exhaustif entrant dans le cadre du nouveau dispositif a été réalisé en 2007.

En 2022, la commune comptait 413 habitants, en évolution de +1,23 % par rapport à 2016 (Côtes-d'Armor : +1,78 %, France hors Mayotte : +2,11 %).
| 1793  | 1800  | 1806  | 1821  | 1831  | 1836  | 1841  | 1846  | 1851  |
| ----- | ----- | ----- | ----- | ----- | ----- | ----- | ----- | ----- |
| 1 248 | 1 045 | 1 097 | 1 159 | 1 301 | 1 256 | 1 203 | 1 122 | 1 053 |

| 1856 | 1861 | 1866 | 1872 | 1876 | 1881 | 1886 | 1891 | 1896 |
| ---- | ---- | ---- | ---- | ---- | ---- | ---- | ---- | ---- |
| 965  | 939  | 949  | 961  | 933  | 836  | 813  | 778  | 850  |

| 1901 | 1906 | 1911 | 1921 | 1926 | 1931 | 1936 | 1946 | 1954 |
| ---- | ---- | ---- | ---- | ---- | ---- | ---- | ---- | ---- |
| 727  | 710  | 668  | 671  | 586  | 627  | 616  | 598  | 515  |

| 1962 | 1968 | 1975 | 1982 | 1990 | 1999 | 2006 | 2007 | 2012 |
| ---- | ---- | ---- | ---- | ---- | ---- | ---- | ---- | ---- |
| 470  | 435  | 378  | 414  | 409  | 397  | 387  | 386  | 421  |

| 2017 | 2022 | - | - | - | - | - | - | - |
| ---- | ---- | - | - | - | - | - | - | - |
| 400  | 413  | - | - | - | - | - | - | - |

## Lieux et monuments

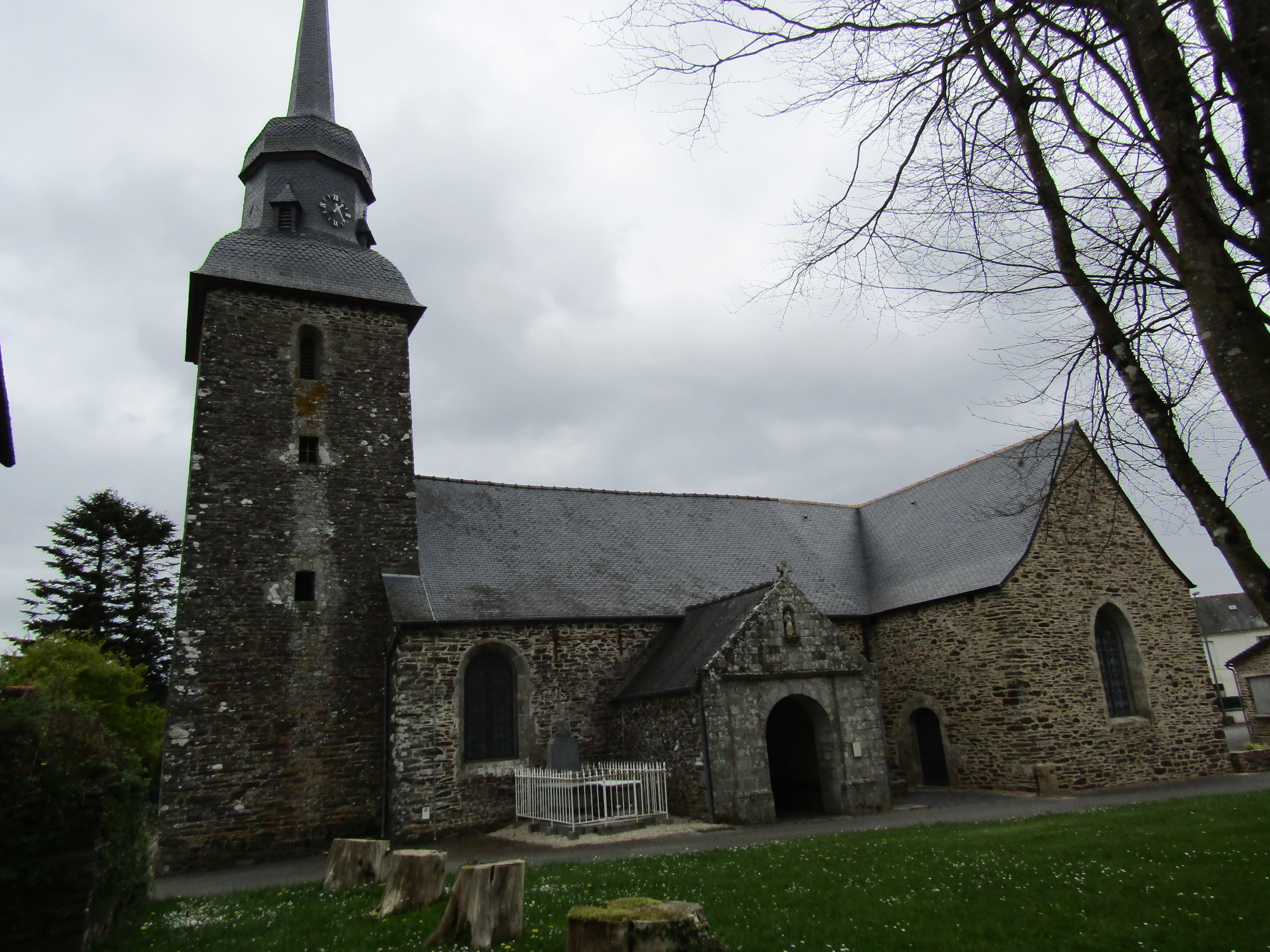
L'église Saint-Hervé.

- Église Saint-Hervé.

## Personnalités liées à la commune
- Bernard Besret, religieux et réformateur.
- Jean-François Le Déist de Botidoux (1762-1823), littérateur et homme politique né au château de Beauregard à Saint-Hervé, député de l'Assemblée constituante.